# Берадзе, Бесик Резович
Бе́сик Ре́зович Бера́дзе (груз. ბესიკ ბერაძე; родился 20 февраля 1968 года, Сухуми, Абхазская АССР, СССР) — грузинский футболист, полузащитник.

## Клубная карьера
Воспитанник клуба «Самгурали», за который играл в 1986 году и в 1989—1992 годах. В составе «Самгурали» становился чемпионом Грузинской ССР в 1989 году, а также стал обладателем кубка Грузинской ССР 1989 года. В 1992 году перешёл в тбилисское «Динамо», в составе которого стал двукратным чемпионом Грузии, а также стал двукратным обладателем кубка Грузии. В 1994 году перешёл в турецкий «Трабзонспор», но, сыграв 6 матчей, вернулся в тбилисское «Динамо». Вернувшись помог команде выиграть чемпионат Грузии 1994/1995, а также кубок Грузии 1995 года. В 1996 году перешёл в ряды новороссийского «Черноморца», игравшего на тот момент в высшей лиге. 20 апреля в матче против «Ростельмаша» дебютировал в чемпионате России. Всего в высшей лиге провёл 66 матчей. Заканчивал карьеру в своём первом клубе «Самгурали».
За сборную Грузии сыграл 8 матчей.